# Meurtres en Pays cathare
Pour plus de détails, voir Fiche technique et Distribution.
Meurtres en Pays cathare est un téléfilm franco-belge  de 2019, de la collection Meurtres à..., écrit par Isabelle Polin et Frédéric J. Lozet et réalisé par Stéphanie Murat. 
Le téléfilm est une coproduction de Quad Drama, de France Télévisions, d'AT Production et de la RTBF (télévision belge).
Il a été diffusé pour la première fois en Belgique le 1er mars 2020 sur La Une, en Suisse le 6 mars 2020 sur RTS Un et en France le 19 septembre 2020 sur France 3.

## Synopsis
Lors d'une visite touristique dans un château cathare, le corps d'une femme est découvert dans une cage de torture. Dépêchée sur les lieux, la lieutenant de gendarmerie Pauline Franchet, découvre sur place son propre frère, Victor. Trisomique et en état de choc, le jeune homme ne donne pas d'explication sur sa présence sur les lieux. Tout l'accuse. Pauline est déchargée de l'affaire et, Thomas Costella, un capitaine de la section de recherche de Montpellier, est chargé de l'enquête. 

## Fiche technique
Sauf indication contraire ou complémentaire, les informations mentionnées dans cette section proviennent du générique de fin de l'œuvre audiovisuelle présentée ici.
- Réalisation : Stéphanie Murat
- Scénario : Isabelle Polin et Frédéric J. Lozet
- Dialogues : Stéphanie Murat et Raphaëlle Desplechin
- Sociétés de production : Quad Drama, France Télévisions, AT-Production et RTBF, avec la participation de TV5 Monde et la RTS[1]
- Producteur : Roman Turlure
- Productrice déléguée : Iris Bucher
- Musique : Marco Prince
- Directeur de la production : Philippe Perrin
- Directeur de la photographie : Thomas Bataille
- Chef opérateur du son : Olivier Peria
- Décors : Denis Renaud
- Costumes : Marie Credou
- Pays d'origine :  France
 Belgique
- Langue originale : français
- Genre : policier
- Durée : 90 minutes
- Dates de première diffusion :
  -  Belgique : 1er mars 2020, sur La Une[2]
  -  Suisse : 6 mars 2020, sur RTS Un[3]
  -  France : 19 septembre 2020, sur France 3[4]

## Distribution
Sauf indication contraire ou complémentaire, les informations mentionnées dans cette section proviennent du générique de fin de l'œuvre audiovisuelle présentée ici.
- Élodie Fontan : Pauline Franchet
- Salim Kechiouche : Thomas Costella
- Florence Loiret Caille : Chloé Legrand
- Samuel Allain Abitbol : Victor Franchet
- Tom Hudson : Julien Perrier
- Julie Farenc-Deramond : Inès Cartier
- Benjamin Bellecour : Bruno Lebrun
- Louise Massin : Myriam Chavet
- Alain Fromager : Yvan Laval
- Nicole Merle : Lucie Bommard
- Sam Walch : Léo Legrand
- Stéfo Linard : Major Sentier
- Camille Constantin : Jeune guide
- Alexandre Tacchino : Romain Delorme
- Laurent Lafuma : Médecin gendarmerie
- Béla Czuppon : Policier scientifique
- Sophie Chenko : Madame le Procureur
- Julien Sabatie Ancora : Légiste
- Claire de Fosse : Madame Longeval
- David Faure : Éleveur
- Antoine Theotime : Tristan

## Audience
- Audience :  France : 5,177 millions de téléspectateurs (première diffusion) (25,4 % de part d'audience)

## Tournage
Le téléfilm a été tourné du 17 juin au 12 juillet 2019, à Narbonne et ses alentours,, notamment à Peyriac-de-Mer et à Bages (Place du village et Rue de l'Ancien Puits).